# Matthias Menck
Treść tego artykułu może nie być zgodna z zasadami neutralnego punktu widzenia,
ponieważ ogólnie ogarnąć to wszystko.
Dokładniejsze informacje o tym, co należy poprawić, być może znajdują się w dyskusji tego artykułu.
 Po wyeliminowaniu niedoskonałości należy usunąć szablon [[Szablon:Dopracować|]] z tego artykułu.
Matthias Menck, znany także pod pseudonimami: Double M  lub Toxilogic -  niemiecki Inżynier dźwięku, DJ i producent muzyczny trance w Hamburgu.

Znany głównie dzięki Brooklyn Bounce.

## Bands
- SMC Unity[1]

Członkowie: Sofie St. Claire, Matthias Menck, Christoph Brüx
- Dolphin Sound[2]

Członkowie: Christoph Brüx, Matthias Menck
- Brooklyn Bounce

Aliases: Abuna E, Beatbox, Boys-R-Us, Harmonic Beats, Mental Madness Productions
Członkowie: Matthias Menck, Dennis Bohn
- Terraformer

Członkowie: Dennis Bohn & Matthias Menck, Jan Miesner, Heiko Lempio

## Znani artyści, współpracujący z Menckem
- Christoph Brüx
- Dennis Bohn
- Thomas Gold
- Brooklyn Bounce
- Jens Lissat
- Marc et Claude
- Kool & The Gang
- Sofie St. Claire
- Jan Miesner
- Heiko Lempio